# Projekt Phoenix
Projekt Phoenix – projekt programu SETI mający na celu poszukiwanie inteligentnych istot pozaziemskich poprzez nasłuchiwanie sygnałów radiowych. Projekt Phoenix został zainaugurowany w lutym 1995 roku przez radioteleskop Parkes znajdujący się w australijskiej Nowej Południowej Walii. Między wrześniem 1996 i kwietniem 1998 używano radioteleskopu znajdującego się w Green Bank w stanie Wirginia Zachodnia. W latach 1998–2004 obserwacje prowadzono za pomocą radioteleskopu Arecibo znajdującego się w Portoryko.
W ramach projektu przeszukiwano częstotliwości co 1 Hz, między 1000 i 3000 MHz, które stanowią najlepsze pasmo dla wychwycenia sygnałów nie emitowanych w sposób naturalny. Do marca 2004, pomimo wykonania ponad 11 000 godzin obserwacji i przeszukania ponad 800 gwiazd znajdujących się w odległości do 240 lat świetlnych od Ziemi, nie udało się potwierdzić istnienia inteligentnego życia w kosmosie. Phoenix finansowany był w całości z funduszy prywatnych.